# Alexandre Protais

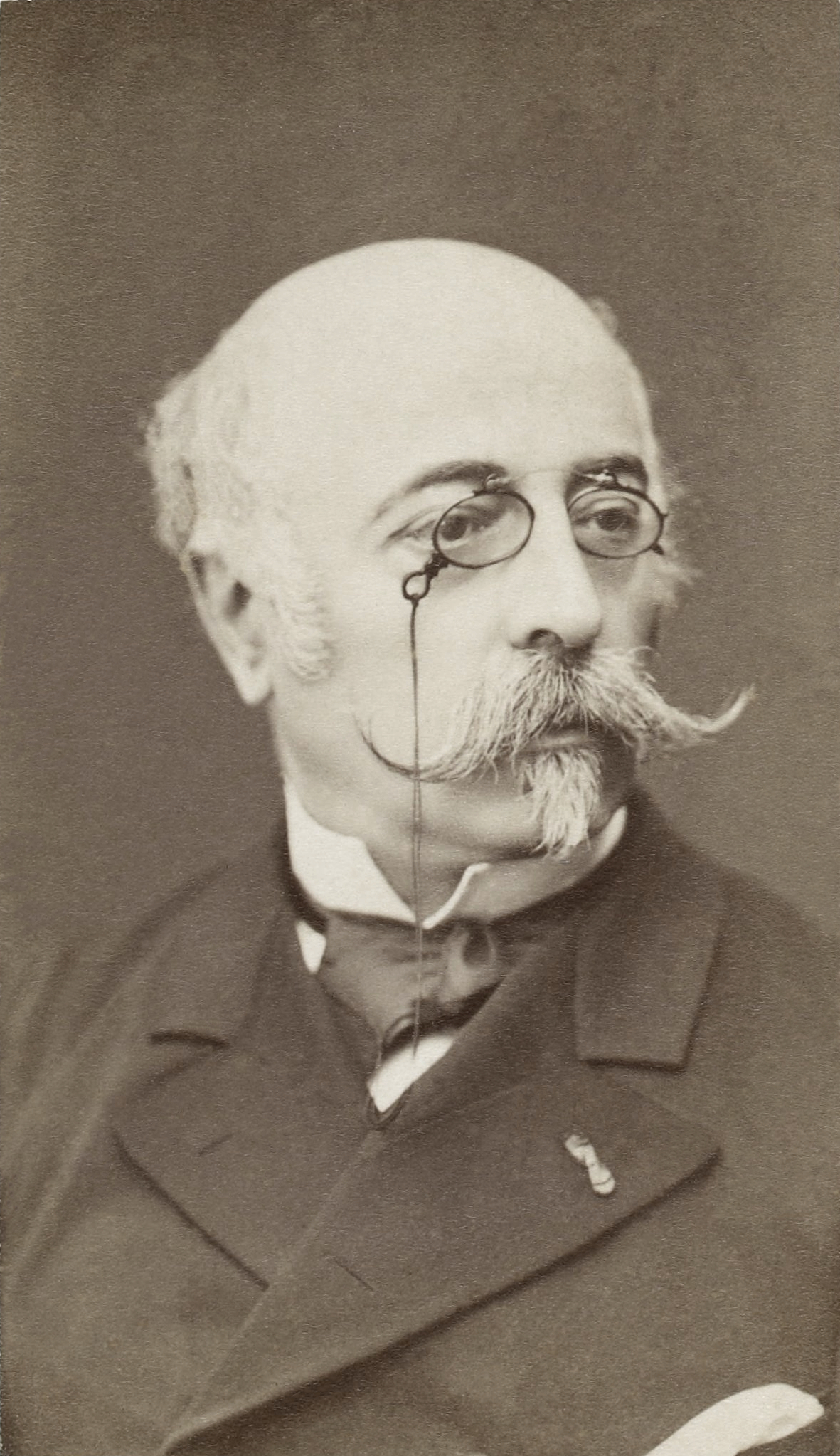
Alexandre Protais.

Paul Alexandre Protais, född den 17 oktober 1825 i Paris, död där den 25 januari 1890, var en fransk målare. 
Protais, som var lärjunge till Desmoulins, följde de franska trupperna till Krim och Italien, varifrån han medförde studier och bilder, som blev populära genom den realistiska skildringen, men också genom framställningens känsla och lyrik. Han skildrar soldaten som individ i gripande situationer före eller efter kampen. Han började visserligen med episoder ur slag, som Bataljen vid Inkerman (1857) och Anfallet på "Gröna kullen" vid Sevastopol (1859), men 1861 målade han Aftonmarsch under italienska fälttåget och 1863 de båda motstyckena Före anfallet och Efter striden, tavlor, som vann stor popularitet och fick stor spridning i gravyr. År 1865 följde En soldats begravning på Krim och Återkomst från striden – de uttröttade, likgiltiga soldaterna mottas av befolkningens jubel. Från 1870–1871 års krig hämtade Protais ämnen till bilder sådana som Armén vid Metz 29 oktober 1870, Fanvakten, Franska gardet, Etapp-platsen, En flodövergång med flera. Ibland valde Protais motiv från äldre tider, som i Bataljonen i fyrkant (från 1865 – som haft sin plats i Luxembourgmuseet).